# Lejeunea propagulifera
Lejeunea propagulifera là một loài Rêu trong họ Lejeuneaceae. Loài này được Gradst. mô tả khoa học đầu tiên năm 2010.